# المدرسة المركزية باريس
المدرسة المركزية لباريس (L'École centrale Paris)، واسمها الرسمي المدرسة المركزية للفنون والصناعات، من أرقى مدارس تكوين المهندسين الفرنسية. تتميز هذه المدرسة بوضعية مؤسسة كبرى في فرنسا، وهي عضو في مؤتمر المدارس الكبرى، ومجموعة المدارس المركزية. تفرز المدرسة مهندسين من المعيار العالي مهيئين أساسا للشركات الكبرى.

## المكان
توجد المدرسة في شاتناي-مالابري، في المنطقة الحضرية الباريسية

## البحث
تحتوي المدرسة المركزية بباريس على ثمانية مختبرات ومنها :
- الهندسة الصناعية
- الهندسة الكيميائية ومختبر علاج المواد
- الرياضيات التطبيقية
- التربة وميكانيك البنيات
- التكنولوجيا والاستراتيجيا
- بنية الأجسام الصلبة وخصائصها

## من مشاهير الخريجين

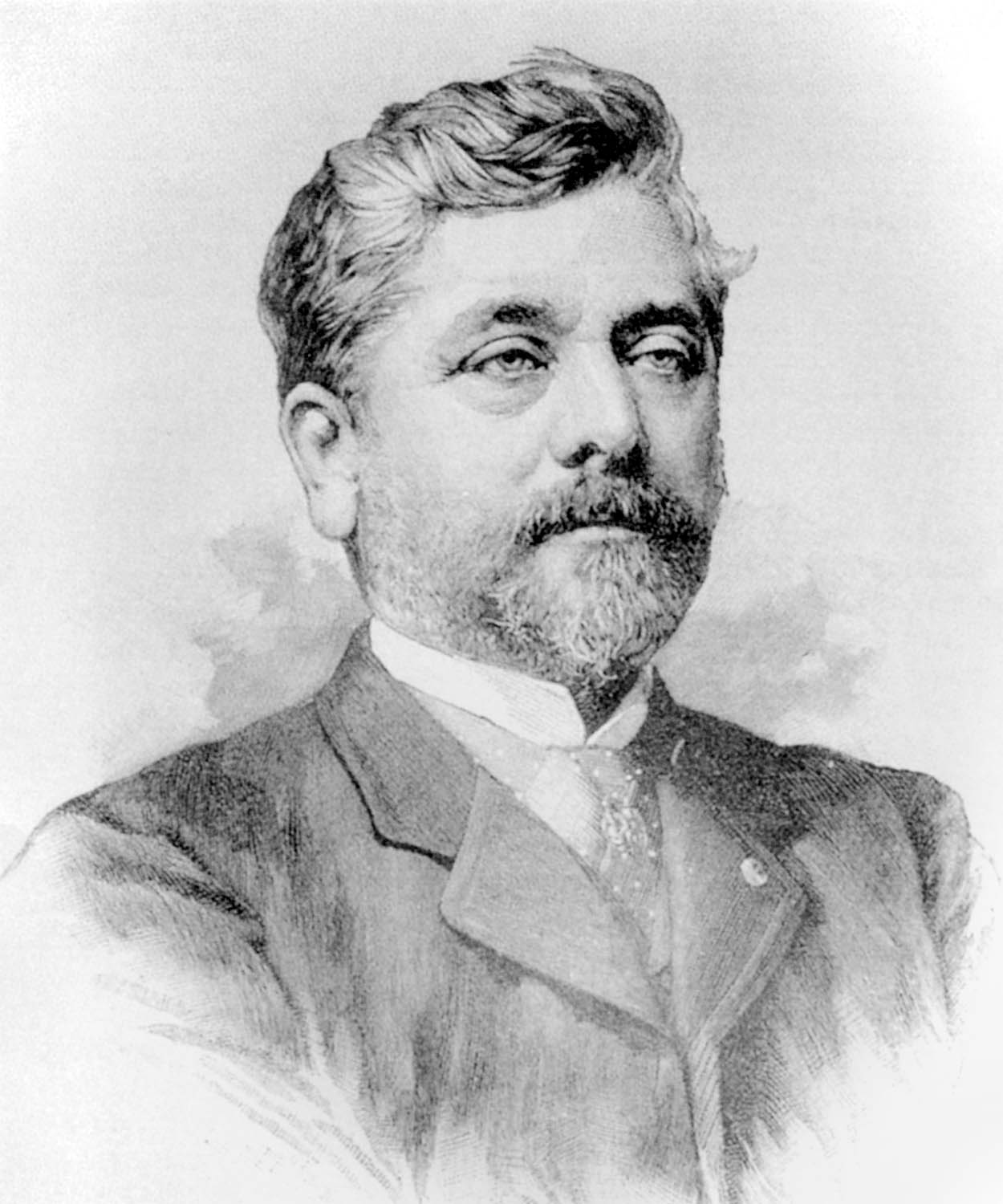
غوستاف إيفل صمم برج إيفل والبنية الداخلية لتمثال الحرية في نيويورك

- جول بيتيي
- غوستاف إيفل